# Wernher von Braun
Dr. Wernher Magnus Maximilian friherre von Braun (født 23. marts 1912, Wirsitz i Posen, Det Tyske Kejserrige (nu Wyrzysk, Polen), død 16. juni 1977, Alexandria, Virginia, USA) var raketforsker og rumfartspionér for Nazityskland samt medlem af Nazipartiet og dets tilhørende SS. Han var en af de ledende forskere både i det tyske raketprogram og senere for USAs rumforskning. Under 2. verdenskrig arbejdede han med de tyske V2-raketter, som var verdens første SRBM brugt i krig. I USA arbejde han for NASA. 

## Liv og karriere
Han blev født i Wirsitz, og hans mor gav ham et teleskop til hans konfirmation. Hans interesse for astronomi og verdensrummet motiverede ham hele livet. Da Wirsitz blev afstået til Polen efter 1. verdenskrig, måtte familien Braun flytte. De fandt et nyt liv i Berlin. Braun klarede sig først godt i fysik og matematik, da han fik fat i et eksemplar af bogen Die Rakete zu den Planetenräumen af raketpioneren Hermann Oberth. Fra da af satte han alt ind på at forstå matematik og viste sig at være meget begavet i faget.
I 1930 begyndte han at studere ved Technische Universität Berlin. Han blev medlem af Verein für Raumschiffahrt (VfR) og assisterede Hermann Oberth i forskellige forsøg. Efter eksamen fra det teknologiske institut begyndte han at studere ved Humboldt-Universität zu Berlin.
Under kaptajn Walter Dornberger blev der oprettet et forskningsstipendium for Braun, som udførte forsøg ved Dornbergers raketforsøgssted i Kummersdorf. Braun tog en doktorgrad i fysik to år senere. Ved slutningen af 1934 var det lykkedes Brauns gruppe at sende to raketter mere end 2,4 km op i luften. På det tidspunkt var der imidlertid ikke længere noget tysk raketselskab, efter at VfR var nedlagt, og den nye regering forbød rakettestforsøg. Kun militære forsøg blev tilladt, og en større facilitet blev bygget ved Peenemünde i det nordøstlige Tyskland ved Østersøen. Dornberger blev militær kommandant og Braun blev teknisk direktør. De prøvede med held benzindrevne fly og jetdrevne flyvninger. De udviklede også et langtrækkende ballistisk missil, A4, og supersoniske luftværnsmissiler kaldet Wasserfall. A-4 blev videreudviklet til V2-raketten.
Von Braun blev medlem af det tyske nazistparti, NSDAP, i november 1937 (andre kilder siger: 1. december 1932). I 1940 sluttede han sig til Waffen-SS, hvor han modtog en rang af Untersturmführer, en rang der svarer til sekondløjtnant. Over årene modtog han tre forfremmelser fra SS' leder, Heinrich Himmler, den sidste var til rangen af Sturmbannführer i 1943. Von Braun påstod senere at han havde ikke havde modtaget nogle af disse forfremmelser personligt, men blot at der var tale om rent formelle forfremmelser, han modtog gennem posten.
Von Braun er i videnskab og retsopgøret med nazi Tyskland en kontroversiel skikkelse, i det meget af de praktiske sider af hans arbejde af udviklingen af V2-raketten, blev udført som tvangsarbejde af fanger fra koncentrationslejere, hovedsageligt Mittelbau-Dora lejeren. De kummerlige arbejdsforhold, samt udsultning, henrettelser, og vold fra vagterne gjorde, at mange flere personer døde under udviklingen af raketterne, end der døde som følge af våbnets reelle brug. Hvorvidt Von Braun selv var involveret i at beordre tortur eller henrettelser af fanger, hvis arbejdsindsats eller opførsel han følte sig utilfreds med, er ikke blevet entydigt besvaret, men flere tidligere fanger har dog i de efterfølgende retsopgør anklaget han for blandt andet at både personligt at have overværet hængninger af fanger og dukke op til mønstringer for at udplukke fanger til at arbejde på projektet. Von Braun selv benægtede, at han personligt skulle have sat sin ben i Mittelbau-Dora lejren, og benægtede også at han skulle have overværet tortur eller henrettelser med sine egne øjne. Han påstod, at han under sit arbejde godt var klar over arbejdsforholdene for fangerne og deres behandling fra vagternes side, og fandt disse "afskyvækkende", men han følte sig magtesløs til ændre dem.
Efter 1945 blev Braun rådgiver for det amerikanske raketprogram. 1. marts 1947 giftede den 35-årige Braun sig med sin kusine, den 18-årige Maria von Quirstorp. De fik deres første datter december året efter. Han arbejdede som leder for Redstone-programmet i Huntsville fra 1950. I 1960 blev han direktør for Marshall Space Flight Center i Alabama og ledede udviklingen af Saturn V-raketterne; han anses som måneraketternes far. Med den første månelanding i 1969 gik Brauns langvarige drøm i opfyldelse. Efter at USA's kongres vedtog omfattende budgetnedskæringer af organisationen, besluttede han at forlade den. Han blev vicepræsident for Fairchild, et luft- og rumfartsfirma.
Wernher von Braun døde 16. juni 1977 af kræft i bugspytkirtlen i Alexandria, Virginia.

## I populærkultur
Hans dobbeltkarrière, først for nazisterne, siden for amerikanerne, inspirerede Stanley Kubrick til den satiriske figur Doktor Merkwürdigliebe/Dr. Strangelove i filmen Dr. Strangelove.